# Bengt Rasin
Contralmirante Bengt Göran Rasin, nacido Larsson (17 de abril de 1922 – 2 de enero de 2013) fue un oficial de la Marina de Suecia. Entre sus mandos destacados se encuentran el de comandante en jefe de la Flota Costera, comandante del Mando Militar de la Costa Oeste y comandante del Distrito Militar Occidental. Rasin también se desempeñó como presidente de la Sociedad Real Sueca de Ciencias Navales.

## Primeros años
Rasin nació como Bengt Göran Larsson el 17 de abril de 1922 en la parroquia de Annedal, Gotemburgo, Suecia, hijo del médico jefe Hjalmar Larsson y su esposa Elsa (de soltera Rasin). Ambos padres trabajaban en escuelas de Gotemburgo y estaban interesados en que su hijo recibiera una buena educación como base para su futuro. Pasó el studentexamen en el Vasa högre allmänna läroverk en 1941 y, tras el servicio militar obligatorio, se convirtió en candidato a oficial en la Marina de Suecia el 20 de junio del mismo año con el número 6. En ese momento, con la amenaza de guerra y una marina en fuerte desarrollo, un par de cientos de jóvenes se postularon para la Academia Naval Real Sueca, que solo aceptaba a 75 personas. Rasin fue aceptado como número 2. Rasin se graduó como subteniente en funciones y fue comisionado en la marina como número 4 de los 39 cadetes navales restantes en el otoño de 1944.

## Carrera
Durante su tiempo en la Academia Naval Real Sueca, Rasin fue entrenado en la navegación a bordo del crucero acorazado. En octubre de 1944 embarcó en el submarino HSwMS Svärdfisken, un servicio que en ese momento conllevaba riesgos considerables. Luego, Rasin asistió a la escuela de submarinos. Los mejores subtenientes en funciones de cada curso también realizaban largos viajes, por lo que Rasin tuvo que detener temporalmente su servicio en submarinos para un viaje con el crucero  a Río de Janeiro. El talento de Rasin también se utilizó en un curso de entrenamiento en la Royal Navy en 1948 para introducir la nueva tecnología de radar.
Rasin se desempeñó como capitán de los submarinos HSwMS U2 (1946), HSwMS Sjöborren (1953–54 y 1957) y HSwMS Svärdfisken (1954). Fue entrenado en servicio de submarinos y de estado mayor, y asistió al curso de estado mayor en el Royal Swedish Naval Staff College de 1951 a 1953. Rasin asistió al Royal Naval College, Greenwich en el Reino Unido en 1961 y se desempeñó como capitán del submarino HSwMS U3 en 1962. Rasin realizó el curso general en el Swedish National Defence College en 1966. Se desempeñó como jefe de la Sección 1 desde 1966 y jefe de Estado Mayor del Distrito Militar Occidental (Milo V) y fue comandante de la 1.ª Flotilla de Submarinos de 1971 a 1972.

## Vida personal
El 16 de noviembre de 1947, Rasin se casó con Gunnel Björklund (1922–2011), hija de Ernst Björklund y Edith (de soltera Uhlén). Tuvieron dos hijos: Bengt y Lars.

## Fallecimiento
Rasin falleció el 2 de enero de 2013 en la parroquia de Vasa, Gotemburgo.  El servicio fúnebre se celebró el 8 de febrero de 2013 en Gotemburgo. Está enterrado en el Cementerio de Nya Varvet en Gotemburgo.

## Fechas de rango
- 1944 – Subteniente interino
- 1946 – Subteniente
- 1954 – Teniente
- 1962 – Teniente comandante
- 1963 – Comandante
- 1970 – Capitán
- 1973 – Capitán mayor
- 1977 – Contralmirante

## Premios y condecoraciones
- Caballero de la Orden de la Espada (1963)[15]

## Honores
1. Miembro de la Real Academia Sueca de Ciencias de la guerra (1978)[2]
2. Miembro honorario de la Real Sociedad Sueca de Ciencias Navales (presidente 1978-1983)[2]